# Bouvetinsel
Die Bouvetinsel [buˈve-] (norwegisch Bouvetøya) ist eine unbewohnte Vulkaninsel auf dem Südatlantischen Rücken, 2500 Kilometer südwestlich des südafrikanischen Kaps der Guten Hoffnung. Sie bildet zusammen mit einigen Nebeninseln und -felsen, darunter Larsøya, Store-Kari und Litle-Kari, ein von Norwegen abhängiges Gebiet (norwegisch Biland), ohne jedoch Teil des Königreichs Norwegen zu sein.
Die Bouvetinsel gehört zu den am schwierigsten erreichbaren und einsamsten Inseln der Erde. Der nächstgelegene Kontinent ist das südlich gelegene, gut 1700 km entfernte Antarktika (Kap Sedow, Königin-Maud-Land). Der nächste Punkt in Afrika ist 2600 km entfernt, jener in Südamerika (östlichste Spitze von Feuerland) 4200 km. Die nächstgelegenen Nachbarinseln sind Montagu Island in der Inselgruppe Südliche Sandwichinseln und die Gough-Insel der Tristan-da-Cunha-Gruppe, beide je etwa 1850 km entfernt. Die Bouvetinsel gilt damit als das am weitesten abgelegene Stück Land überhaupt. Aus diesem Grund gelang es erst 1898, die exakte Position der Insel festzustellen, nachdem zuvor die Theorie eines Archipels mit bis zu fünf Inseln, der Bouvet-Gruppe, existiert hatte.

## Geographie

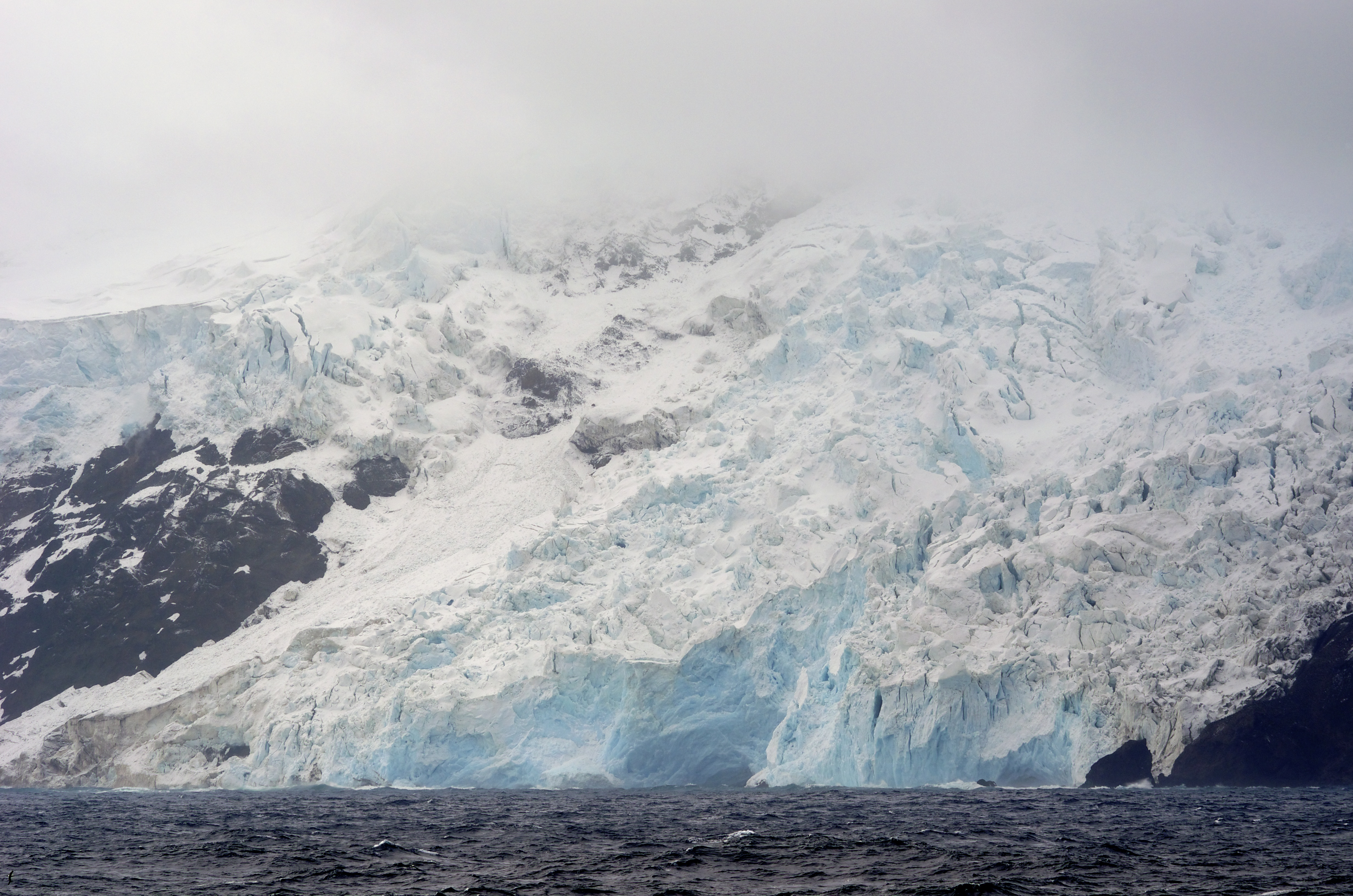
Abbruchkante eines Gletschers an der Esmarchküste (Westen)

Die 9 km lange und bis zu 7,5 km breite Insel hat eine Fläche von 49 km² und ist zu 93 % von Gletschern bedeckt. Im westlichen Teil der Insel befindet sich ein Vulkankrater, auf dessen nordöstlichem Rand sich mit dem 780 m hohen Olavtoppen ihr höchster Punkt befindet. Der Krater öffnet sich nach Norden, wo der Posadowsky-Gletscher ins Meer kalbt. Im westlichen Teil des Kraterinneren befindet sich das 700 Meter breite und in Nord-Süd-Richtung drei Kilometer lange Wilhelm-II.-Plateau.
Im Südwesten der Insel erstreckt sich der Moseryggen, ein breiter Gebirgskamm, der nach Süden zur Vogt-Küste abfällt.
An der Ostküste der Bouvetinsel liegt der Berg Mokollen.
Die Bouvetinsel verfügt über keinen natürlichen Hafen. Nyrøysa (Neu-Sandefjord), die einzige Bucht, in der Landungen möglich sind, liegt an der eisfreien Westküste. Diese Bucht hat einen Ankergrund von rund 20 m. Anlegemanöver sind nur bei vorherrschendem Ostwind möglich. Im Südwesten ist der Insel das kleine Eiland Larsøya vorgelagert.
Die Küstenlinie der Bouvetinsel ist ständigen Veränderungen unterworfen. Besonders die Kliffküste im Westen verliert durch Küstenerosion Land an das Meer. Dagegen sind die Basaltfelsen im Süden der Insel relativ widerstandsfähig.

### Klima
Bouvet liegt nach solaren Kriterien am polnahen Rand der kühlgemäßigten Klimazone (etwa auf dem gleichen Breitengrad wie Kiel auf der Nordhalbkugel, klimatisch jedoch eher vergleichbar mit dem auf 71° Nord liegenden Jan Mayen). Aufgrund des prägenden ozeanischen Einflusses – der über das Jahr nur sehr geringe Temperaturschwankungen und permanente Feuchtigkeit verursacht – wird die thermische Zuordnung uneinheitlich von kühl- über kaltgemäßigt bis (sub)polar vorgenommen. Nach Köppen & Geiger herrscht Tundrenklima, da der wärmste Monat zwischen 0 ° und 10 °C liegt. Nach Troll & Paffen handelt es sich um ein subpolares, hochozeanisches Klima mit Jahresschwankungen unter 13 K, mäßig kalten, schneearmen Wintern und kühlen Sommern, die als Vegetation nur baumfreies, subpolares Grasland und Moore (jedoch keine „echte“ Tundra auf Dauerfrostboden) zulassen; jedoch bereits im Übergang zum polaren Klima.
Die mittlere Jahrestemperatur beträgt −0,6 °C. Selbst im Sommer werden selten Temperaturen von mehr als +5,0 °C erreicht. Der Wind weht durchschnittlich mit einer Geschwindigkeit von 5 m/s.
|                        | Jan | Feb | Mär | Apr | Mai  | Jun  | Jul  | Aug  | Sep  | Okt  | Nov  | Dez |   |      |
| Mittl. Temperatur (°C) | 1,6 | 1,5 | 1,5 | 0,3 | −0,5 | −1,1 | −2,7 | −2,5 | −2,7 | −1,7 | −0,6 | 0,7 | ⌀ | −0,5 |

|  |

|  |

|  |

|  |

|  |

|  |

|  |

|  |

|  |

|  |

|  |

|  |

|  |

|  |

|  |

|  |

|  |

|  |

|  |

|  |

|  |

|  |

|  |

|  |

## Geologie
Aus geologischer Sicht ist die Bouvetinsel sehr jung. Sie entstand vor etwa 1,3 Millionen Jahren durch vulkanische Aktivitäten im Mittelatlantischen Rücken. Der letzte Ausbruch liegt bereits mehr als 2000 Jahre zurück. Die gegenwärtige vulkanische Aktivität ist auf das Auftreten von Fumarolen, vor allem an der Nord- und Nordwestküste, beschränkt. Im Boden wurde 1978 in einer Tiefe von 30 cm eine Temperatur von 25 °C gemessen. Am 23. Oktober 2015 wurde in der Region ein Erdbeben der Stärke 6,1 verzeichnet. Das Epizentrum lag 178 km östlich der Bouvetinsel.
Etwa 250 km westlich der Bouvetinsel liegt der plattentektonisch bestimmte Tripelpunkt, an dem die Afrikanische Platte, die Südamerikanische Platte und die Antarktische Platte aneinandergrenzen.

## Flora und Fauna

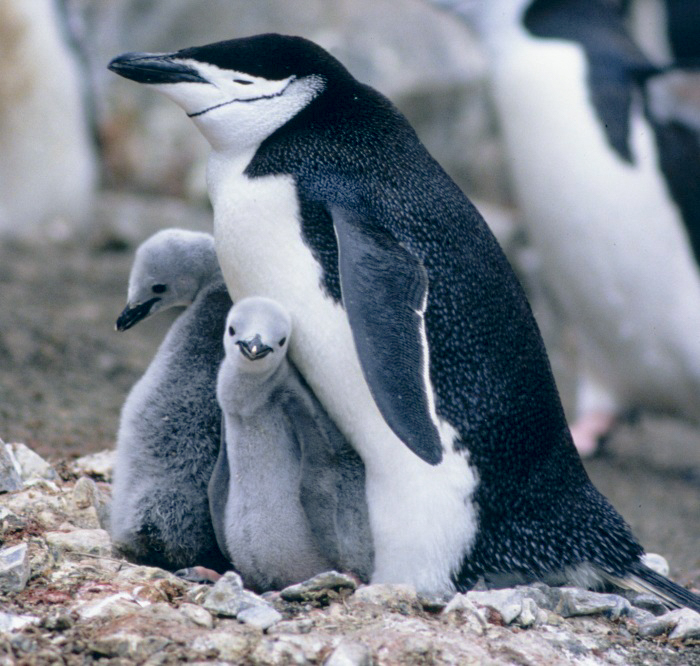
Zügelpinguine

Aufgrund des rauen Klimas und der wenigen eisfreien Flächen existiert nur eine karge Vegetation aus Flechten, Moosen und Pilzen, von denen etwa siebzig Arten gefunden wurden. Gefäßpflanzen fehlen auf der Insel.
Die terrestrische Fauna umfasst lediglich vier Milbenarten und drei Arten von Springschwänzen. Die Meeressäuger sind durch zwei Robbenarten, den Antarktischen Seebären und den Südlichen See-Elefanten, und die Vögel durch Pinguine und andere Seevögel vertreten. Von zwölf Vogelarten ist bekannt, dass sie auf der Bouvetinsel brüten. Neben dem Zügel-, Goldschopf- und Adeliepinguin sind das der Silbersturmvogel, der Kapsturmvogel, der Taubensturmvogel, die Buntfuß-Sturmschwalbe, der Schwarzbauch-Meerläufer (Fregetta tropica), die Subantarktikskua, der Riesensturmvogel, der Schneesturmvogel und die Antipodenseeschwalbe. Die größte Pinguinkolonie befindet sich auf Nyrøysa, einem 800 Meter langen und 400 Meter breiten Geröllstrand, der sich erst zwischen 1955 und 1958, wahrscheinlich durch einen gewaltigen Bergrutsch, gebildet hat.
Zu den regelmäßigen Sommerbesuchern zählen der Königspinguin, mehrere Albatros-Arten, der Blausturmvogel, verschiedene Hakensturmtaucher, der Feensturmvogel, der Weißkinnsturmvogel (Procellaria aequinoctialis), der Große Sturmtaucher, die Antarktikskua (Catharacta maccormicki) und die Schmarotzerraubmöwe.

## Geschichte
Entdeckt wurde die Bouvetinsel am 1. Januar 1739 von dem französischen Seefahrer Jean-Baptiste Charles Bouvet de Lozier, der mit seiner Expedition nach Versorgungsmöglichkeiten in der Südsee suchte und das Land nach dem gerade aktuellen Gedenktag der Beschneidung von Jesus Christus als Cap de la Circoncision benannte. Bouvet glaubte, auf den Südkontinent Terra Australis gestoßen zu sein, konnte allerdings auf der Insel nicht landen und erklärte den Südkontinent, der am Südpol liegen müsse, deswegen für ungeeignet. Die geographische Lage gab er entsprechend nur ungenau an (54° S, 4° 20′ O). Noch lange hielt man das gesichtete Land, weiter als Kap Circoncision bekannt, für ein Nordkap der Terra Australis.
James Cook fand 1772 kein Land, segelte aber südlicher vorbei und widerlegte auf seiner Reise die These einer Terra Australis. Er vermutete, Bouvet könnte einen Eisberg gesehen haben. Auch 1775, auf seiner zweiten Südseereise, fand er die Insel nicht.
Am 6. Oktober 1808 trafen die Walfänger James Lindsay und Thomas Hopper mit den Schiffen Swan und Otter auf die Insel und verzeichneten sie als Lindsay-Insel unter 54° 22′ S, 4° 15′ O (nicht zu verwechseln mit der Lindsay-Insel im Nordpazifik), mit einer Abweichung von knapp 60 Kilometern zur tatsächlichen Position. Wegen Schlechtwetters und Packeises um die Insel konnten sie jedoch nicht landen.

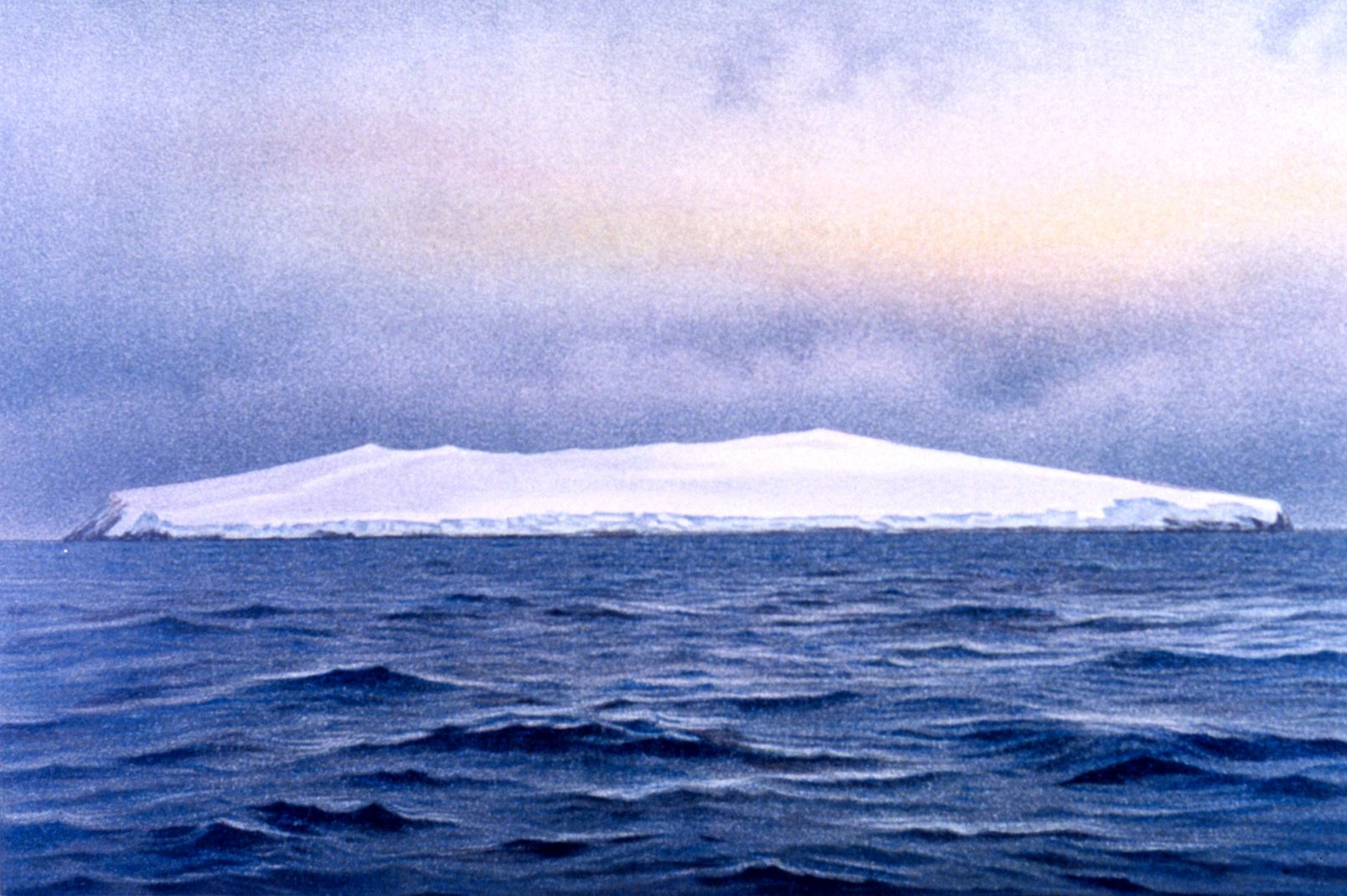
Südostküste der Bouvetinsel, von Fritz Winter handkolorierte Schwarzweißphotographie (1898)

Benjamin Morrell, Kapitän des US-amerikanischen Schoners Wasp, behauptete in seinem 1835 veröffentlichten Reisebericht „A Narrative of Four Voyages“, ihm sei am 6. Dezember 1822 als Erstem die Landung auf der Insel Bouvet (Morrell nennt sie Bouvette’s Island) gelungen. Seine Mannschaft habe zahlreiche Seehundfelle erbeutet. Morrell ist jedoch ein wenig glaubwürdiger Berichterstatter, denn er behauptete auch, die nicht existierenden Inseln New South Greenland und Byers-Insel entdeckt zu haben. Seine Beschreibung der Bouvetinsel ist offensichtlich der Schilderung von George Norris entlehnt. George Norris, der Kapitän des englischen Walfangschiffs Sprightly, landete am 10. Dezember 1825 auf der Insel Bouvet. Er nahm sie für den britischen König in Besitz und nannte sie Liverpool Island.
Die Bouvetinsel wurde erst am 25. November 1898 von der deutschen Valdivia-Expedition wiederentdeckt, die eine sorgfältige Ortsbestimmung und die erste Kartierung der Insel vornahm. Noch heute erinnern geografische Bezeichnungen wie Kap Valdivia und Wilhelm-II-Plateau daran. Eine gründliche Suchaktion mit der Valdivia bewies, dass es im größeren Umkreis keine weiteren Inseln gibt. Das wurde 1926 bestätigt, als das deutsche Forschungsschiff Meteor an der für die Thompson-Insel angegebenen Position eine Meerestiefe von 1579 m lotete.

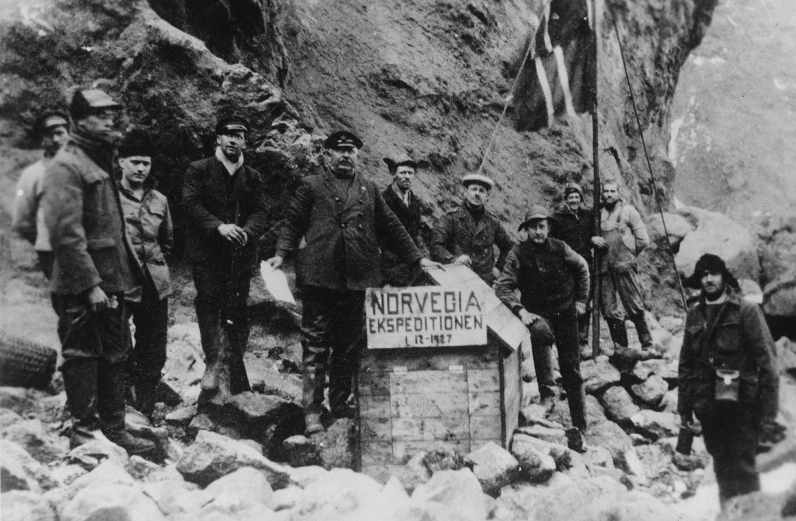
Annexion der Bouvetinsel (1927)

Am 1. Dezember 1927 annektierte Harald Horntvedt (1879–1946), der Kapitän des Forschungsschiffs Norvegia, die Bouvetinsel für das Königreich Norwegen. Nach diplomatischen Verhandlungen, in denen die norwegische Seite den Standpunkt einnahm, die britischen Rechte seien durch Nichtausübung erloschen, verzichtete Großbritannien am 19. November 1928 auf die Geltendmachung seiner Ansprüche. Seit dem 27. Februar 1930 gehört die Insel als abhängiges Gebiet (Nebenland, norwegisch Biland) zu Norwegen. Die Bouvetinsel unterliegt nicht den Bestimmungen des 1961 in Kraft getretenen Antarktisvertrages, da sie sich nördlich des 60. Breitengrades befindet.
1971 wurde die Bouvetinsel mit den umliegenden Gewässern zum Naturschutzgebiet erklärt.
Am 22. September 1979 kam es zwischen der Bouvetinsel und den Prinz-Edward-Inseln zum sogenannten Vela-Zwischenfall. Ein amerikanischer Vela-Überwachungssatellit registrierte eine Explosion, bei der es sich möglicherweise um einen gemeinsamen atmosphärischen Kernwaffentest Südafrikas und Israels handelte.

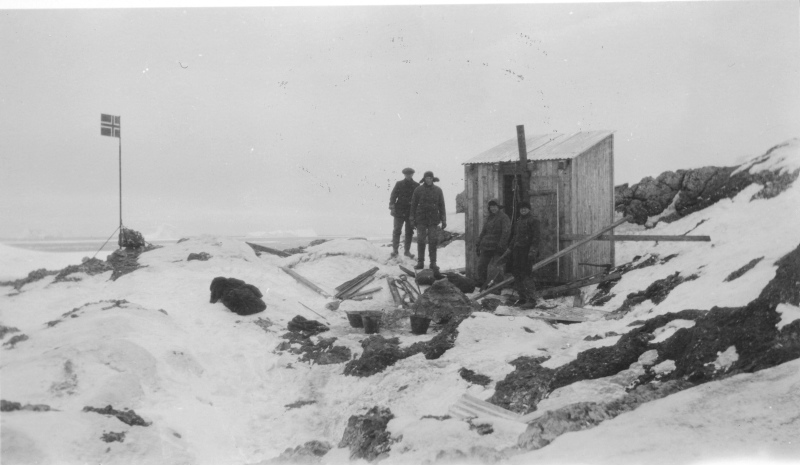
Die erste Hütte am Kap Circoncision

Bestrebungen, eine Forschungsstation zu errichten, blieben lange erfolglos. Eine von der Norvegia-Expedition 1928 errichtete Depothütte war schon im darauffolgenden Jahr verschwunden. Die südafrikanische Bouvet-Expedition von 1955 fand keinen geeigneten Ort für eine bemannte Wetterstation. Erst 1977 nahm Norwegen eine automatische Station in Betrieb. Vom 24. Dezember 1978 bis zum 8. März 1979 hielt sich ein norwegisches Forschungsteam auf der Insel auf und führte biologische und geologische Forschungsarbeiten durch. Die dafür auf die Insel gebrachten Hütten gingen bald verloren. 1996 verankerten die Norweger einen 36 m² großen Wohncontainer als zeitweise besetzte Forschungsstation auf der Insel. Am 19. Oktober 2007 teilte das Norwegische Polarinstitut (NPI) mit, dass die Station auf aktuellen Satellitenaufnahmen nicht mehr zu sehen sei. Wissenschaftler des NPI stellten im Dezember 2007 bei einem Besuch fest, dass das gesamte Stationsgelände bei einem Erdrutsch ins Meer gestürzt war.

## Forschungsstation
Eine neue und besser ausgestattete Station wurde im Januar 2014 auf dem Plateau Nyrøysa im Nordwesten der Insel eingeweiht. Die Station verfügt über automatische Messgeräte, deren Daten ganzjährig via Satellit übertragen werden können. Die Geräte werden mit Windenergie betrieben. 2018 wurde auch diese Station schwer beschädigt.

## Sonstiges
Für die Bouvetinsel existiert die länderspezifische Top-Level-Domain (ccTLD) .bv, die aber derzeit ungenutzt ist. Sie wird von der Firma UNINETT Norid AS verwaltet, die auch für die norwegische ccTLD .no zuständig ist. Ebenso wie die ccTLD von Spitzbergen (norw. Svalbard) und Jan Mayen (.sj) ist die Top-Level-Domain der Bouvetinsel für potenzielle zukünftige Nutzung reserviert.
Im Jahr 1990 wurde die Insel von einer internationalen Amateurfunk-Expedition besucht, einer sogenannten DXpedition, und von dort das Rufzeichen 3Y5X aktiviert. Für 2018 war eine weitere solche Expedition unter dem Rufzeichen 3Y0Z geplant. Sie scheiterte jedoch an den Wetterbedingungen und technischen Problemen. Im März 2019 brach erneut eine DXpedition in Richtung der Insel auf. Das Rufzeichen für die Aktivierung ab Ende März sollte 3Y0I sein. Wegen der vorherrschenden Wetterbedingungen wurde die Unternehmung am 27. März 2019 abgesagt, das Schiff war gezwungen umzukehren. Eine erneute Aktivierung der Insel durch Funkamateure gelang am 6. Februar 2023 mit dem Rufzeichen 3Y0J.
Der 2004 erschienene Spielfilm Alien vs. Predator spielt zu großen Teilen in einer fiktiven, neuentdeckten Pyramide unterhalb der eisbedeckten Schicht der Insel (auf der allerdings nicht gedreht wurde).
Ein Königspinguin im Zoo von Edinburgh (Schottland), Generalmajor Sir Nils Olav III., trägt den Titel Baron der Bouvetinseln. Er ist Ehrenmitglied der Norwegischen Königlichen Garde und wurde unter Zustimmung von König Harald zum Ritter geschlagen.